# Ciracas (Dżakarta Wschodnia)
Ciracas  – dzielnica Dżakarty Wschodniej. 

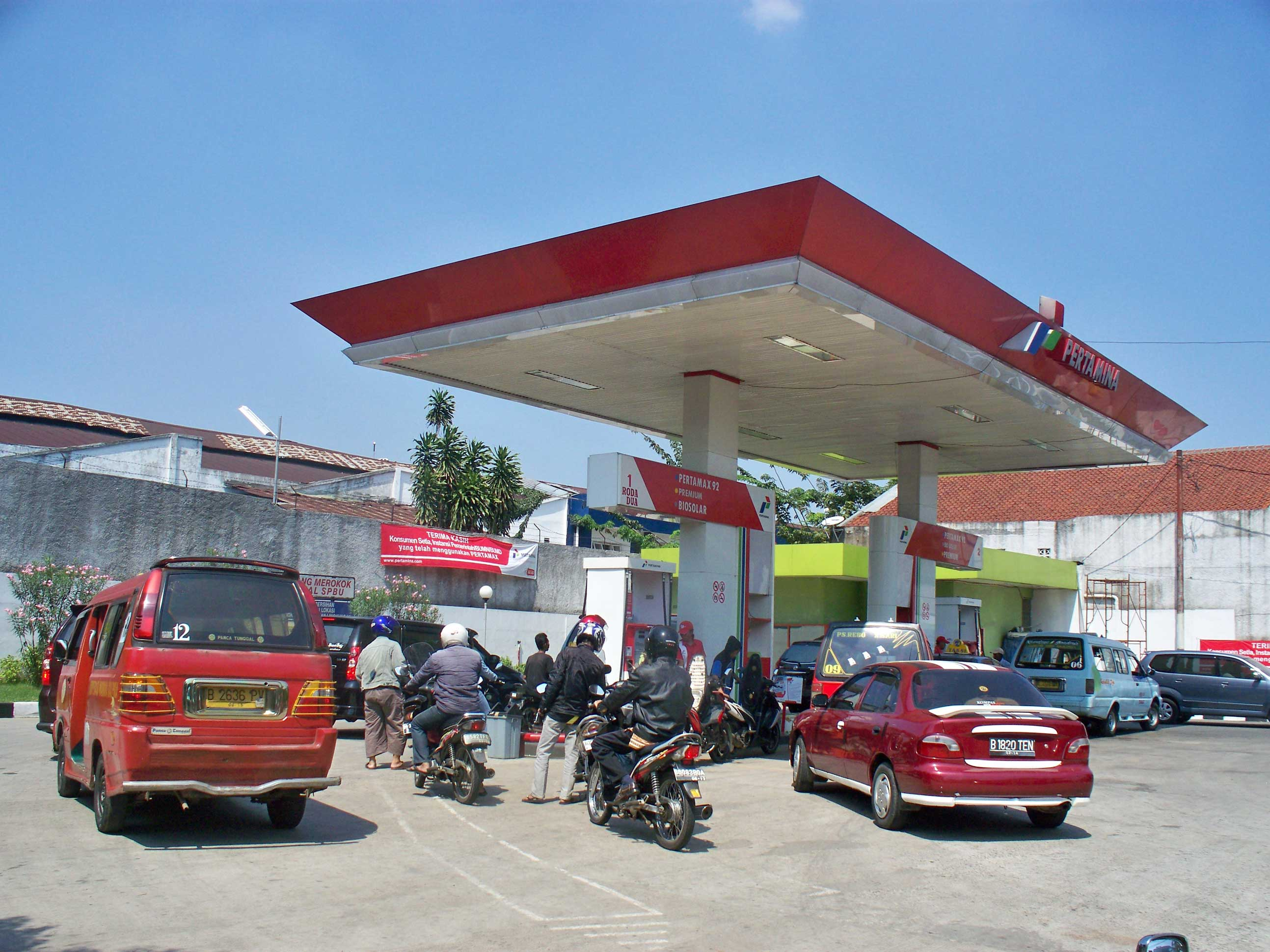
Stacja benzynowa państwowego koncernu Pertamina w Ciracas

## Podział
W skład dzielnicy wchodzi pięć gmin (kelurahan):
- Cibubur – kod pocztowy 13720
- Kelapa Dua Wetan – kod pocztowy 13730
- Ciracas – kod pocztowy 13740
- Susukan – kod pocztowy  13750
- Rambutan – kod pocztowy 13830